# SkyWest Airlines
SkyWest Airlines, Inc. es una de las dos aerolíneas propiedad de SkyWest, Inc., —la otra es ExpressJet Airlines—. Es una aerolínea regional estadounidense, con base en St. George, Utah, vuela a 153 ciudades en 43 estados, Canadá y México. La aerolínea funciona como compañía aérea regional, al operar bajo contrato para las más importantes compañías aéreas de los Estados Unidos. Vuela como United Express para United Airlines, como Delta Connection para Delta Airlines, como US Airways Express para US Airways y como American Eagle para American Airlines.
Combinada con ExpressJet Airlines, su hermana, las dos ocuparían el octavo puesto de aerolíneas más grandes en concepto de número de aeronaves, al operar entre ambas unas 440 aeronaves regionales.
La aerolínea da empleo a más de 11,100 personas y tiene una media de 1,794 salidas diarias en toda su red de servicios. Aproximadamente el 65% de los vuelos son operados como United Express, el 31% como Delta Connection, y el 4% como Midwest Connect. Los mayores aeropuertos de SkyWest por número de salidas diarias son:
- Aeropuerto Internacional de Salt Lake City: 243 salidas, para Delta Connection y United Express.
- Aeropuerto Internacional O'Hare de Chicago: 153 salidas, para United Express y Delta Connection.
- Aeropuerto Internacional de Los Ángeles: 140 salidas, para United Express y Delta Connection.
- Aeropuerto Internacional de Denver: 137 salidas, para United Express y Delta Connection.
- Aeropuerto Internacional de San Francisco: 117 salidas, para United Express y Delta Connection.
- Aeropuerto Internacional de Portland: 23 salidas, para United Express y Delta Connection.
- Aeropuerto Internacional de Kansas City: 12 salidas, para Delta Connection, y United Express.

## Historia
Frustrado por la limitada extensión del servicio aéreo, Ralph Atkin, un abogado de St. George, Utah, adquirió Dixie Airlines con el que establecer un puente aéreo para los ejecutivos a Salt Lake City en 1972. Después de solventar los problemas iniciales, SkyWest comenzó una expansión regular por todo el Oeste de los Estados Unidos. En 1984 se convirtió en la undécima aerolínea regional más grande, tras adquirir a Sun Airlines de Palm Springs, California, al efectuar su oferta pública de compra en 1986.
En 1985 SkyWest firmó un acuerdo de código compartido para volar como Western Express, y cómo servicio de alimentación de Western Airlines en su base de Salt Lake City, compañía esta última que finalmente fue adquirida por Delta Airlines. En 1995 SkyWest comenzó a operar vuelos para Continental desde LAX. La relación se rompió dos años más tarde cuando SkyWest comenzó a volar para United Airlines. Los vuelos de SkyWest como United Express salían de Los Ángeles, San Francisco, y Denver convirtiéndose en el acuerdo más largo de la compañía al mantenerse desde finales de los 90. El acuerdo con Continental Airlines fue retomado en 2003 para los vuelos salientes de Houston, y desapareció nuevamente en junio de 2005. El lunes 15 de agosto de 2005, Delta anunció que tenía la intención de vender Atlantic Southeast Airlines a la recién incorporada SkyWest, Inc. por 425 millones de dólares, y el jueves 8 de septiembre de 2005, SkyWest, Inc. anunció que la compra había sido.
Mediante el acuerdo de SkyWest Airlines con ASA, la compañía posee la aerolínea regional más grande de los Estados Unidos.

## Flota

### Flota Actual

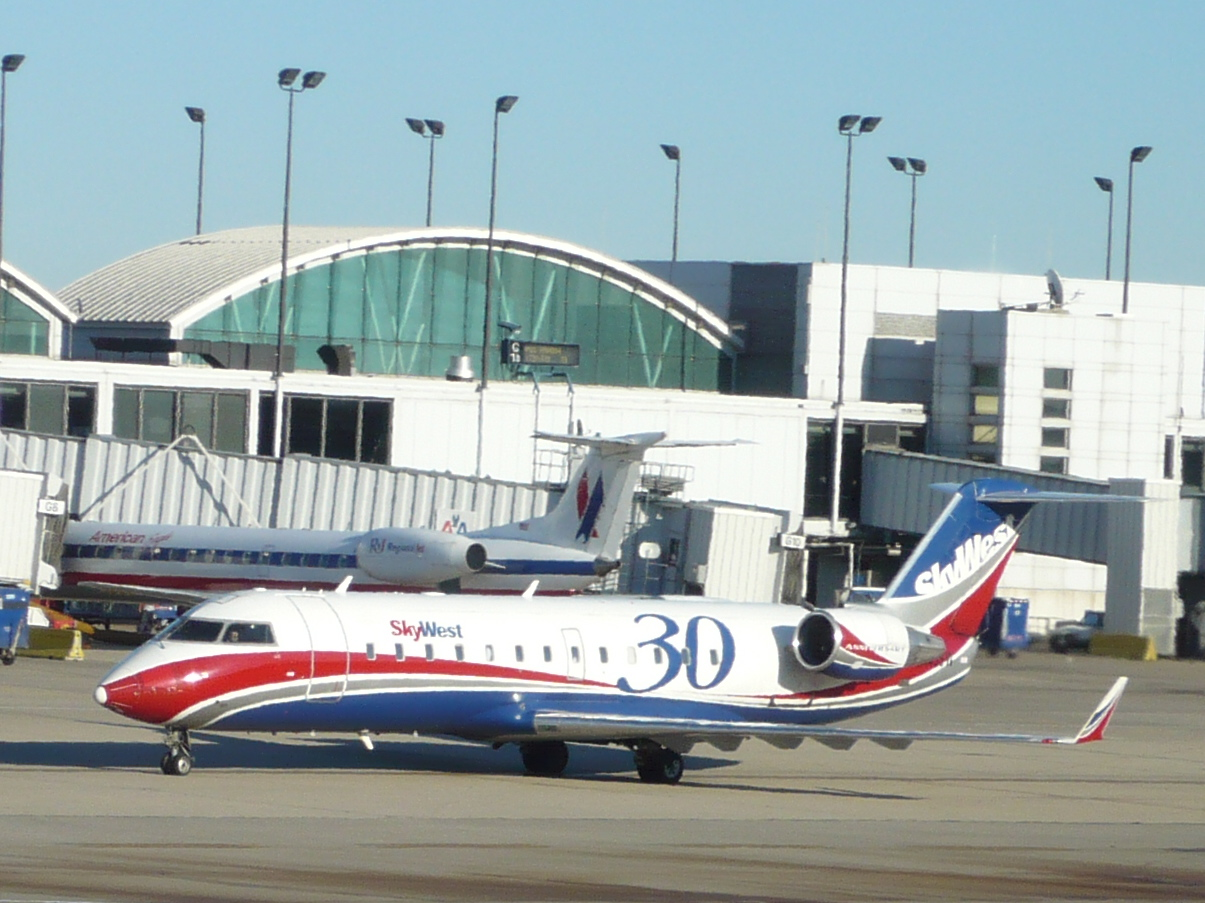
Un CRJ200 de Skywest en el Aeropuerto Internacional O'Hare.

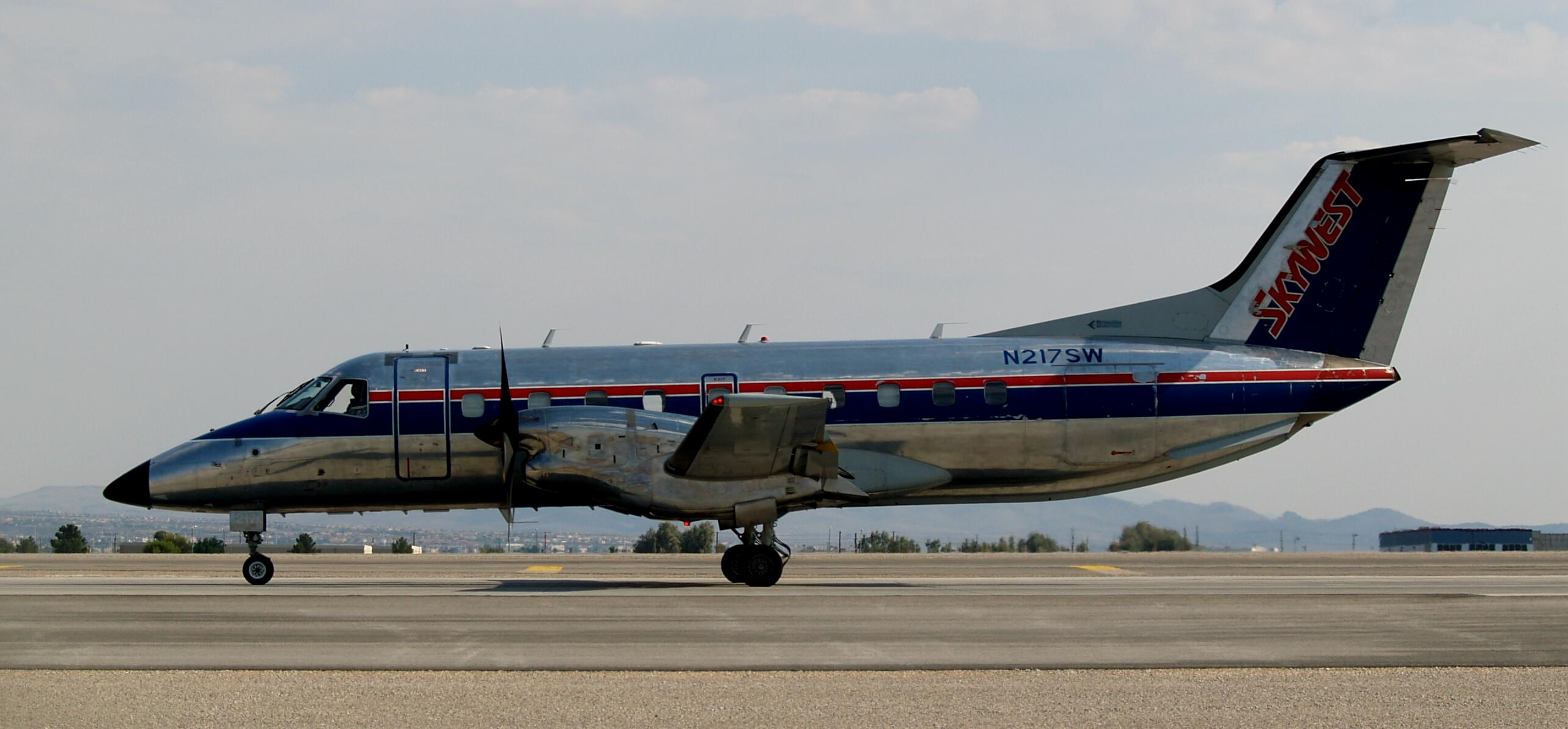
Embraer EMB 120 Brasilia con la librea de SkyWest.

A octubre de 2022, la flota de SkyWest incluye las siguientes aeronaves, con una edad media de 13.2 años:
| Tipo              | Flota | Pedidos | Asientos      | Notas |  |
| Bombardier CRJ200 | 203   | 0       | 50            | Aeronave a reacción regional con un alcance de 2005 NM que opera como United Express, Delta Connection y Midwest Connect. |  |
| Bombardier CRJ700 | 131   | 1       | 6F/60Y or 70Y | Aeronave regional a reacción con alcance de 2032 NM que opera como United Express y Delta Connection                      |  |
| Bombardier CRJ900 | 44    | 0       | 9F/67Y        | Aeronave regional a reacción con un alcance de 2231 NM que vuela como Delta Connection                                    |  |
| Embraer 175       | 233   | 0       |               | A fines de enero de 2020 firmaron un pedido de 20 unidades más con Embraer.                                               |  |
| Total:            | 611   | 1       |               | |  |

Todos los aviones de turbina operan con el logo de United Express, Delta Connection, o Midwest Connect.

## Accidentes e incidentes
- 15 de enero de 1987: El vuelo 1834 de Skywest Airlines operado por un Fairchild Metro colisionó con una avioneta Mooney M20 que llevaba a un instructor y su alumno, mientras volaban de Pocatello a Salt Lake City en las cercanías de Kearns. Las diez personas del vuelo 1834 y los dos ocupantes de la Mooney fallecieron.

- 15 de enero de 1990: El vuelo 5855 de Skywest Airlines, operado por un Fairchild Metro durante un aterrizaje instrumental en Elko, Nevada. Hubo cuatro heridos graves y nueve heridos leves.[12]

- 1 de febrero de 1991: El vuelo 5569 de Skywest Airlines, operado por un Fairchild Metro estaba esperando la autorización de despegue en la pista activa de Los Ángeles para un vuelo programado entre Los Ángeles y Palmdale cuando el vuelo 1493 de USAir procedente de Columbus, Ohio colisionó con el Skywest mientras aterrizaba. El Skywest 5569 se alineó en la pista 24L para el despegue y mantuvo dicha posición en la intersección con la calle de rodadura 45. El US1493 había sido autorizado a aterrizar, un minuto más tarde, en la 24L por el mismo controlador. Un minuto más tarde, el 737 había tomado tierra, aterrizando sobre el avión de Skywest, que estaba esperando a 2400 pies del comienzo de pista. Los dos aviones se salieron de la pista, y desplazándose de manera lateral, acabaron empotrados en una estación de bomberos desocupada, y estallaron en llamas. Las 12 personas del avión de Skywest murieron (10 pasajeros y sus 2 pilotos), y 22 de las 89 personas a bordo del 737 perecieron (20 pasajeros, 1 piloto y 1 un tripulante de cabina).

- 26 de mayo de 2007: El vuelo 5741 de SkyWest Airlines, operado por un Embraer 120, se vio involucrado en un incidente por una incursión de pista cuando estuvo realmente cerca de colisionar con el vuelo 4912 de Republic Airlines, operado por un Embraer 170, que se encontraba cruzando las pistas en San Francisco. No se notificaron ni víctimas ni daños en ninguno de los aviones.[13] De acuerdo con la NTSB el controlador aéreo de la FAA cometió un error y el avión estuvo a tan solo unos 50 a 300 pies del otro avión.

- 13 de enero de 2008: Un avión de reacción Boeing 757 de United Airlines  con técnicos de mantenimiento a bordo en el Aeropuerto Internacional de San Francisco mientras retrocedía, impactó con el Bombardier CRJ700del vuelo 6398 de SkyWest Airlines , con 60 pasajeros y su tripulación a bordo. La colisión ocurrió a las 7:30 p. m. (hora local) mientras el 757 estaba fuera de servicio y estaba siendo trasladado de la puerta de embarque 80 al hangar para pasar la noche.  Los pasajeros a bordo del avión de SkyWest, habían abandonado la puerta y esperaban despegar rumbo a Boise, Idaho. Ambos aviones sufrieron daños en la cola y el motor, pero ninguna de las personas a bordo de ninguno de los dos aviones resultó herido.[14]

- 7 de septiembre de 2008: El Bombardier CRJ700del vuelo 6430 de SkyWest Airlines que operaba un vuelo como United Express desde Los Ángeles, California se salió de pista después de aterrizar en San Antonio, Texas. Un portavoz del aeropuerto indicó que el avión parecía tener problemas mecánicos, y provocó que la principal pista permaneciese cerrada durante dos horas hasta que el avión fue retirado.  No hubo ningún herido entre los 52 pasajeros y los cuatro miembros de la tripulación.[15][16]